# Aéroport de Chongqing Wushan
L'aéroport de Chongqing Wushan, initiallement appelé aéroport de Wushan Shennüfeng (code IATA : WSK • code OACI : ZUWS) est un aéroport chinois desservant comté de Wushan dans la municipalité de Chongqing. L'aéroport est situé à la frontière des comtés de Wushan et de Fengjie, à 15 km du siège du comté, et dessert principalement les touristes de la région voisine Trois Gorges. Sa construction a débuté le 20 avril 2015 et l'aéroport a été ouvert le 16 août 2019. Il s'agit du quatrième aéroport avec un service régulier de transport de passagers dans la municipalité de Chongqing. Il est situé 350 km du centre de Chongqing.

## Description
L'aéroport de Chongqing Wushan est situé à 1 771 m d'altitude, ce qui en fait l'aéroport le plus haut de la région de Chongqing. Sa piste, longue de 2 600 mètres et large de 45 mètres, est capable de gérer jusqu'à 3 300 décollages et atterrissages par an. Le terminal, peut accueillir environ 280 000 passagers annuellement, ainsi que 1 200 tonnes de fret. 
Le terminal est équipé pour accueillir cinq petits avions (e.g. Boeing 737, Airbus A320). 

## Construction
Sa construction a débuté le 20 avril 2015 dans le but d'aider à détourner le trafic aérien de l'aéroport international de Chongqing Jiangbei, principal aéroport de la municipalité de Chongqing ayant accueilli en 2017 près de 40 millions de passagers. 
Sa construction représente un défi d'ingénierie: situé dans une région caractérisée par un terrain accidenté et des pentes abruptes, l'aéroport a nécessité des travaux de terrassement colossaux. Pour créer une surface plane suffisante pour la piste et le terminal, sept montagnes ont été dynamitées et six vallées ont été comblées. 
Le projet, d'un coût total de 1,69 milliard de yuans (209 millions d'euros), a débuté en avril 2015 et s'est achevé en août 2019. L'aéroport a été conçu pour répondre aux besoins croissants du tourisme local, Wushan étant une destination prisée près des Trois Gorges du fleuve Yangtsé. Auparavant, l'accès à cette région se faisait principalement par bateau de croisière, limitant ainsi l'afflux de visiteurs.  
L'aéroport est ouvert le 16 août 2019. 
La construction de l'aéroport de Wushan s'inscrit également dans le cadre du « Douzième Plan Quinquennal » de l'Administration de l'Aviation Civile Nationale et de Chongqing, visant à améliorer les infrastructures de transport et à stimuler l'économie locale.